# Принцеса Анджеліна
Принцеса Анджеліна (англ. Princess Angeline; близько 1820 — 31 травня 1896), власне ім'я мовою лушуцид — Кікісоблу, Kick-is-om-lo, або Вевік, Wewick — старша дочка Сіетла — ватажка племені суквомишів, на честь якого названо місто Сіетл.

## Життєпис

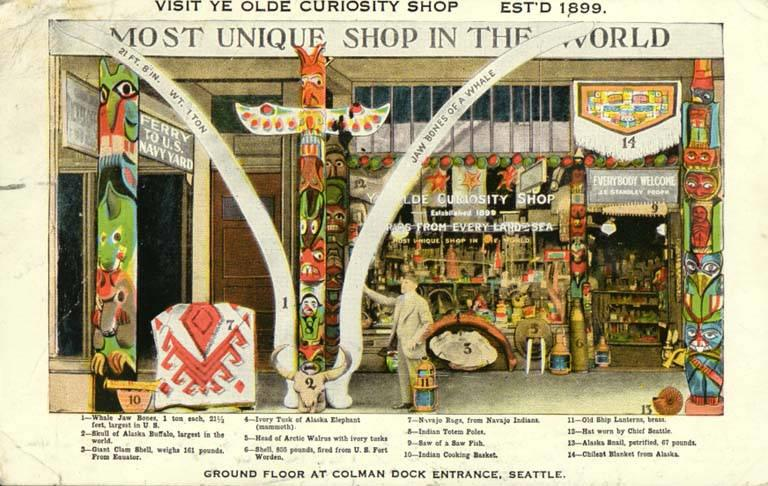
Листівка 1922 року із зображенням фасаду антикварного магазину Ye Olde Curiosity Shop, для якого виготовляла свої кошики Анджеліна. На передньому плані — капелюх її батька, вождя Сіетла (№ 12), і кілька тотемних стовпів

Народилась у поселенні, яке зараз є районом Рейньєр-Біч у Сіетлі. Ім'я Анджеліна дала їй при народженні Кетрін Мейнард, дружина доктора Мейнарда, друга вождя Сіетла. Згідно з Пойнт-Елліотським договором 1855 року, плем'я дувомишів мало переселитися зі своїх рідних земель у резервацію, однак Анджеліна знехтувала його і залишилася в місті. Вона жила в будиночку з виглядом на море між Пайк-стріт і Пайн-стріт, поблизу сучасного Пайк-Плейс-Маркету, і заробляла на життя пранням білизни та плетінням кошиків, які спочатку продавала сама, потім стала виготовляти на замовлення антикварного магазину «Крамниця старожитностей (Сіетл)», який існує донині, відомого своєю багатою колекцією індіанських артефактів (див. ілюстрацію).

Похована на Цвинтарі Лейк-В'ю на Капітолійському пагорбі в Сіетлі. Газета Chronicle of Holy Names Academy повідомляла про її смерть:

Смерть принцеси Анджеліни. 29 травня 1896 року. Зі смертю Анджеліни Сіетл пішла з життя остання з прямих нащадків великого Вождя Сіетла, на честь якого названо це місто. Анджеліна — принцеса Анджеліна, як її зазвичай називали — стала світовою знаменитістю… Її впізнавали на вулицях, зігнуту, зморшкувату, з червоною хустиною на голові і в шалі вона повільно шкандибала, спираючись на тростину; нерідко бачили, як ця бідна індіанська жінка сидить на узбіччі й перебирає чотки. Доброта і щедрість мешканців Сіетла до дочки вождя… проявилася в похоронній церемонії, яка пройшла в Церкві Богоматері Доброї Допомоги. Церква була чудово оздобленою; на катафалку, драпірованому в траур, у труні, що мала вигляд каное, спочивали тлінні останки Принцеси Анджеліни.
На її честь названо кілька вулиць і парк у Сіетлі.